# Karen Eshuis
Karen Eshuis (Hengevelde, 28 februari 1983) is een Nederlandse journalist en redacteur.

## Jeugd en opleiding
Eshuis groeide op in Twente. Op haar 17e is ze in Utrecht gaan studeren aan de School voor Journalistiek, waarna ze politicologie aan de Universiteit van Amsterdam als tweede studie doorliep. Als onderdeel daarvan volgde ze het MBA-programma aan de Universiteit van Sjanghai.

## Loopbaan
Eshuis begon haar loopbaan bij het tijdschrift China Business Focus. Na haar terugkeer in Nederland werkte ze 2,5 jaar als financieel-economisch journalist voor Het Financieele Dagblad (FD). Daarna ging ze aan de slag als politiek redacteur bij het VARA-radioprogramma Spijkers met Koppen. In die periode maakte ze ook enkele reportages voor NOS Langs de Lijn over Nederlandse sporters in het buitenland.
In 2011 vertrok Eshuis naar China om daar als correspondent voor de NOS te werken, met Peking als standplaats. Na haar tijd als correspondent keerde ze terug naar het FD, waar ze opnieuw internationaal actief was. Voor het FD en BNR Nieuwsradio maakte ze een reis langs ondernemers in het Midden-Oosten, Azië, Latijns-Amerika, Europa en Afrika. In 2015 keerde ze terug naar haar geboortegrond door bij TV Oost te gaan werken als presentator van het actualiteitenprogramma Overijssel Vandaag.
In 2019 werd ze projectcoördinator bij NPO Radio 1. Sinds 2022 is ze adjunct-hoofdredacteur bij het Algemeen Dagblad.